# سوباتشيوس
سوباتشيوس (بالإنجليزية: Subačius) هي منطقة سكنية تقع في ليتوانيا في Kupiškis district municipality.[بحاجة لمصدر] يقدر عدد سكانها بـ 1,122 نسمة .